# George Pal
Pour les articles homonymes, voir Pal.
George Pal, né György Pál Marczincsák (en hongrois : Marczincsák György Pál, /ˈmɒrt͡sint͡ʃɒk ˈɟørɟ ˈpɑːl/), est un réalisateur, producteur, scénariste hongrois, né le 1er février 1908 à Cegléd en Autriche-Hongrie (aujourd'hui en Hongrie), naturalisé américain en 1940 et mort le 2 mai 1980 d'une crise cardiaque  à Beverly Hills.
Spécialiste de l'animation en volume, il crée en Allemagne les Pal-Doll, plus connues aux États-Unis sous le nom de puppetoons (en). Les différentes parties des poupées sont remplaçables à volonté afin d'y interchanger les différentes phases de l'animation. Ces techniques seront notamment réutilisées vers la fin du XXe siècle par Guionne Leroy.
Il obtient cinq Oscars pour l'ensemble de son œuvre.

## Éléments biographiques
George Pal obtient son diplôme d'architecture de l'université hongroise des beaux-arts en 1928.
De 1928 à 1931, il réalise des films d'animation publicitaire pour le studio Hunnia Filmstúdió de Budapest.
En 1931, il se marie et fonde le Trickfilm-Studio Gmbh Pal und Wittke, qui créera des dessins animés publicitaires pour les studios UFA de Berlin. Il dépose le brevet du système Pal-Doll, des poupées d'une mobilité totale.
En 1933, il quitte l'Allemagne alors dirigée par les nazis et travaille dans plusieurs pays d'Europe avant de se fixer en à Eindhoven en Hollande. Il produit alors des films et des publicités animés qui sont appréciés dans l'Europe entière et c'est pendant cette période qu'il perfectionne les techniques d'animations à base de marionnettes et tourne ses premiers « Puppetoons (en) ».
En 1939, pendant qu'il effectue un voyage aux États-Unis, les nazis envahissent la Pologne.
En 1940, il est naturalisé Américain avec l'aide de Walter Lantz. Il accepte alors le contrat que lui propose la Paramount Pictures pour produire une nouvelle série de Puppetoons (en) : entre 1940 et 1947, George Pal en produira plus de 40. 
En 1980 est créé le  George Pal Memorial Award, prix spécial des Saturn Awards.

## Filmographie partielle

### Réalisateur
- 1934 : Le Vaisseau de l'éther (The Ship of the Ether) ;
- 1935 : L'Atlas magique  (Maurice Chevalier au Moulin Rouge);
- 1936 : La Symphonie de l'éther ;
- 1937 : Philips Broadcast ;
- 1937 : What Ho, She Bumps (UK);
- 1938 : La Belle au bois dormant ;
- 1939 : Philips Cavalcade (en) ;
- 1939 : Les Amants des mers du Sud ;
- 1942 : Tulips Shall Grow ;
- 1942 : Jasper and the Watermelons (Jasper et les pastèques) ;
- 1942 : Jasper and the Haunted House (en) (Jasper et la maison hantée) ;
- 1958 : Les Aventures de Tom Pouce (Tom Thumb) ;
- 1960 : La Machine à explorer le temps (The Time Machine) ;
- 1961 : Atlantis, terre engloutie (Atlantis, the Lost Continent);
- 1962 : Les Amours enchantées (The Wonderful World of the Brothers Grimm);
- 1964 : Le Cirque du docteur Lao

### Producteur
- 1950 : The Great Rupert réalisé par Irving Pichel.
- 1950 : Destination...Lune ! (Destination Moon) d'Irving Pichel.
- 1951 : Le Choc des mondes (When Worlds Collide) de Rudolph Maté[3] ;
- 1953 : La Guerre des mondes (The War of the Worlds) de Byron Haskin ;
- 1953 : Houdini le grand magicien (Houdini) de George Marshall ;
- 1954 : Quand la marabunta gronde (The Naked Jungle) ;
- 1955 : La Conquête de l'espace (Conquest of Space), de Byron Haskin ;
- 1975 : Doc Savage arrive (Doc Savage: The Man of Bronze) de Michael Anderson

## Récompense
- En 1944 il obtient un Oscar spécial.

## Vidéothèque
Les Classiques de l'animation, Lobster Films, 2016, Coffret DVD Les Pionniers de l'Animation